# Davide Ballardini
Davide Ballardini (* 6. Januar 1964 in Ravenna) ist ein ehemaliger italienischer Fußballspieler und heutiger Fußballtrainer.

## Spielerkarriere
Ballardini spielte im Mittelfeld und war bis zu seinem Karriereende 1992 bei seinem Jugendverein, der AC Cesena, aktiv.

## Trainerkarriere

### Jugend- und Amateurbereich
Ballardini arbeitete nach seinem Karriereende zunächst im Jugendbereich seines letzten Vereines, der AC Cesena. 1996 wechselte er zur US Ravenna, für die er bis 1999 als Jugendtrainer aktiv war. Danach folgte ein Engagement bei der AC Mailand, für die Ballardini ebenfalls drei Jahre lang Jugendmannschaften betreute. Von 2002 bis 2004 war er für die Junioren der AC Parma verantwortlich.
Im September 2004 übernahm er mit Sambenedettese Calcio seine erste Mannschaft im Herrenbereich. Mit Sambenedettese wurde Ballardini in der Serie C1 Vierter, unterlag im Halbfinale der Play-offs um den Aufstieg jedoch Napoli Soccer. Der Vertrag bei Sambenedettese lief aus.

### Profibereich
Nachdem Ballardini kurzzeitig ohne Verein dastand, profitierte er vom Chaos bei Cagliari Calcio. Bereits nach dem zweiten Spieltag der Spielzeit 2005/06 hatte sich der Erstligist von Trainer Attilio Tesser und auch dessen Nachfolger Daniele Arrigoni getrennt. So wurde Ballardini zum Verantwortlichen der Rossoblù. Ballardini konnte jedoch nicht überzeugen und wurde nach neun Partien ohne Sieg im November 2005 entlassen. Sein Nachfolger Nedo Sonetti bewahrte Cagliari vor dem Abstieg.
Im Sommer 2006 verpflichtete Zweitligist Pescara Calcio Ballardini zu Saisonbeginn als Cheftrainer. Der Start der Spielzeit 2006/07 misslang der Mannschaft mit zwei Punkten aus sechs Partien sowie dem Ausscheiden aus der Coppa Italia jedoch deutlich, woraufhin sich Pescara gleich wieder von Ballardini trennte. Der Verein musste am Ende der Saison den Abstieg hinnehmen.
Nach über einem Jahr ohne Verein einigte sich Ballardini in der Winterpause der Spielzeit 2007/08 erneut mit Cagliari Calcio über eine Zusammenarbeit. Der Verein stand mit zehn Punkten aus 17 Partien am Tabellenende und hatte bereits zwei Trainer entlassen. Ballardini konnte mit der Mannschaft jedoch ausreichend Punkte für den Klassenerhalt sammeln und beendete die Saison auf dem 14. Tabellenplatz mit sechs Punkten Vorsprung auf die Abstiegsränge. Trotz dieses Erfolges endete die Zusammenarbeit zum Saisonende.
Auch zur Folgesaison stand Ballardini zunächst ohne Verein da. Nachdem Stefano Colantuono bereits nach zwei Pflichtspielen bei der US Palermo entlassen worden war, wurde Ballardini verpflichtet. In den verbliebenen 37 Ligapartien konnte Ballardini mit der Mannschaft 57 Punkte erringen und die Saison auf Platz acht abschließen. Doch auch Palermo verließ Ballardini wieder, da er sich trotz laufenden Zweijahresvertrages mit Präsident Maurizio Zamparini überworfen hatte, der schließlich Walter Zenga als neuen Trainer präsentieren ließ. Ballardini musste den Verein daraufhin verlassen.
Zur Spielzeit 2009/10 nahm ihn der Vorjahrespokalsieger und Europa-League-Teilnehmer Lazio Rom unter Vertrag. Zu Beginn seiner Amtszeit gewann die Mannschaft gegen Inter Mailand den Italienischen Supercup 2009 und qualifizierte sich für die Gruppenphase der Europa League. Trotz einer ansonsten mäßigen Hinrunde – 16 Punkte aus 17 Ligapartien sowie dem Ausscheiden aus der Europa League in der Gruppenphase – hielt die Vereinsführung zunächst an Ballardini fest. Nach dem Ausscheiden aus der Coppa Italia gegen die AC Florenz folgte nach dem 23. Spieltag die Entlassung Ballardinis nach einer 0:1-Niederlage gegen Catania Calcio, infolgedessen das Team auf einen Abstiegsplatz abrutschte.
Zur Spielzeit 2010/11 war Ballardini zunächst erneut ohne Verein. Erst als sich der CFC Genua im November 2010 von seinem langjährigen Trainer Gian Piero Gasperini trennte, erhielt Ballardini wieder einen Posten in der Serie A. In der Folge führte er die Mannschaft ins obere Tabellenmittelfeld und erreichte mit ihr das Achtelfinale der Coppa Italia. Ballardini wurde trotz laufenden Vertrages im Juni 2011 von seinen Tätigkeiten im Verein entbunden und war somit wieder vereinslos.
Nachdem Ballardini den Beginn der Spielzeit 2011/12 erneut als Unbeteiligter erlebte, wurde er zum wiederholten Mal von Cagliari Calcio unter Vertrag genommen. Im November 2011 ersetzte er den zuvor entlassenen Massimo Ficcadenti. Ballardini wurde im März 2012 wieder entlassen, nachdem die Mannschaft auf den letzten Nichtabstiegsplatz abrutschte. Cagliari setzte daraufhin Ficcadenti wieder als Cheftrainer ein und schaffte den Klassenerhalt.
Nach fast einem Jahr ohne Anstellung als Trainer wurde Ballardini im Januar 2013 vom CFC Genua zum zweiten Mal verpflichtet. Er übernahm die Ligurier zur Rückrunde der Spielzeit 2012/13 auf einem Abstiegsplatz mit drei Punkten Rückstand auf die Konkurrenten. Mit lediglich vier Niederlagen aus 19 Partien sicherte sich die Mannschaft mit sechs Punkten Vorsprung den letzten Nichtabstiegsplatz. Ballardinis Vertrag lief zum Saisonende aus und wurde nicht verlängert.
Erneut zu Beginn der Spielzeit 2013/14 ohne Verein, wurde er im Januar 2014 vom FC Bologna unter Vertrag genommen, der sich nach der Trennung von Stefano Pioli mitten im Abstiegskampf befand. In der Rückrunde siegte man nur noch in zwei Spielen, sodass am vorletzten Spieltag mit der Niederlage gegen den Konkurrenten Catania Calcio der Abstieg besiegelt war. Ballardinis Vertrag wurde daraufhin nicht verlängert.
Während der Saison 2014/15 war Ballardini durchgängig ohne Anstellung. Erst im November 2015 stieg er wieder als Trainer in das Tagesgeschäft ein. Giuseppe Iachini war trotz eines Mittelfeldplatzes am 12. Spieltag entlassen worden, Ballardini wurde sein Nachfolger. Nach sieben Punkten aus sieben Ligaspielen sowie dem Ausscheiden in der Coppa Italia gegen den Drittligisten US Alessandria Calcio wurde auch Ballardini wieder entlassen. Hinzu kamen der Vorwurf von Unprofessionalität, den Palermo-Kapitän Stefano Sorrentino öffentlich äußerte sowie die ebenfalls öffentliche Anprangerung seiner Methoden, die Vereinspräsident Maurizio Zamparini monierte. Bei der US Palermo kam es in der Folge zu zahlreichen Trainerwechseln. Fabio Viviani (ein Spiel), Giovanni Bosi (ein Spiel), Giovanni Tedesco (drei Spiele), wieder Giovanni Bosi (ein Spiel), der zu Saisonbeginn entlassene Giuseppe Iachini (drei Spiele) und Walter Novellino (vier Spiele) waren von Januar bis April 2016 die verschiedenen Übungsleiter der Rosanero. Nach Novellinos Entlassung wurde Ballardini trotz zahlreicher Zwischenfälle bei seinen vorherigen Amtszeiten erneut eingestellt. Zu diesem Zeitpunkt lag Palermo auf einem Abstiegsplatz und musste mit den Aufsteigern FC Carpi und Frosinone Calcio um den letzten realistischen Nichtabstiegsplatz spielen. Die Mannschaft gewann unter Ballardini drei der verbliebenen fünf Spiele, nachdem man zuvor gegen den späteren Meister Juventus Turin verlor. Mit einem Punkt Vorsprung auf die Abstiegsplätze wurde der Klassenerhalt gesichert. Ballardinis im Juni 2016 auslaufender Vertrag wurde verlängert.
Am 6. November 2017 gab der CFC Genua bekannt, dass Ballardini Nachfolger des zuvor entlassenen Ivan Jurić wird. Am 9. Oktober 2018 wurde Ballardini entlassen und wieder durch seinen Vorgänger Ivan Jurić ersetzt. Von Dezember 2020 bis November 2021 war Ballardini wieder als Cheftrainer beim CFC Genua im Einsatz. Nach längerer Vereinslosigkeit bestätigte die US Cremonese am 15. Januar 2023, zum Zeitpunkt der Bekanntgabe Tabellenletzter der Serie A, die Verpflichtung Ballardinis als neuen Cheftrainer. Im weiteren Verlauf der Saison erspielten Cremonese und Ballardini aus 20 Spielen 20 Punkte und stiegen auf dem 19. Tabellenplatz in die Serie B ab. Nach einem durchwachsenen Start in die folgende Saison in der 2. Liga wurde Ballardini am 18. September 2023 freigestellt und im weiteren Verlauf durch Giovanni Stroppa ersetzt.
Anfang März 2024 übernahm Ballardini den Trainerposten bei US Sassuolo nachdem sich der Klub von Alessio Dionisi, unter dem in den letzten sieben Spielen nur ein Punkt geholt wurde, getrennt hatte.

## Erfolge
- Italienischer Supercupsieger: 2009